# Tipula (Savtshenkia) ignobilis
Tipula (Savtshenkia) ignobilis is een tweevleugelige uit de familie langpootmuggen (Tipulidae). De soort komt voor in het Nearctisch gebied.